# 誰撥的電話
《誰撥的電話》原先是史蒂芬·金所寫的劇本，於1987年電視影集午夜鬼譚第四季中播出，1993年，史蒂芬將故事收錄在短篇小說集《惡夢工廠》內。

## 故事簡介
凱蒂正在和妹妹講電話，丈夫比爾則在構思下一部小說。突然，凱蒂收到一通來電，電話只到有人以哭泣聲說出「拜託……快」，凱蒂很擔心是已離家的女兒寶莉來電，但詢問過寶莉又說不是她來電。當晚，比爾死於突發性心臟病。五年後比爾的死忌，凱蒂依然十分記掛比爾，忽然打電話給過去自己家的電話，豈料連接到五年前比爾臨死的當晚，只是凱蒂因為掛念比爾已經哭得講不出聲，無法向過去的自己傳達送比爾入院的訊息。